# Torre do Terrenho
Torre do Terrenho is een plaats (freguesia) in de Portugese gemeente Trancoso en telt 211 inwoners (2001).